# Répertoire des villes disparues
Pour plus de détails, voir Fiche technique et Distribution.
Répertoire des villes disparues est un film canadien réalisé par Denis Côté, sorti en 2019.

## Synopsis
À la suite de la mort d'un jeune homme dans un accident de voiture, la communauté d'une petite bourgade toujours sous le choc se retrouve frappée par l'apparition d'entités morbides inconnues sous forme d'individus cagoulés.

## Fiche technique
- Titre : Répertoire des villes disparues
- Réalisation : Denis Côté (assisté de Catherine Kirouac)
- Scénario : Denis Côté (librement adapté de Répertoire des villes disparues de Laurence Olivier)
- Photographie : François Messier-Rheault
- Son : Yann Cleary, Fréréric Cloutier et Clovis Gouaillier
- Montage : Nicolas Roy
- Costumes : Caroline Bodson
- Décors : Josiane Pouliot
- Producteur : Ziad Touma
- Société de production : Couzin Films
- Société de distribution : Maison 4:3
- Pays d'origine : Canada
- Format : Couleurs - 35 mm
- Genre : drame et fantastique
- Durée : 97 minutes
- Dates de sortie :
  - Allemagne : 11 février 2019 (Berlinale 2019)
  - Suisse romande : 7 juillet 2019 (Festival international du film fantastique de Neuchâtel 2019)
  - France : 2020

## Distribution
- Robert Naylor : Jimmy
- Jocelyne Zucco : Louise
- Diane Lavallée : la mairesse Simone Smallwood
- Rémi Goulet : André
- Josée Deschênes : Gisèle, la mère de Simon
- Larissa Corriveau : Adèle
- Jean-Michel Anctil : Romuald Dubé, le père de Simon
- Normand Carrière : Richard
- Rachel Graton : Camille
- Hubert Proulx : Pierre

## Distinction

### Sélections
- Berlinale 2019 : sélection en compétition officielle.
- Festival de Gérardmer 2020 : En compétition